# Franciszek Wawrzyniec Podoski
Franciszek Wawrzyniec Podoski z Podosia herbu Junosza (zm. po 3 sierpnia 1750 roku) – łowczy ciechanowski,  burgrabia krakowski w 1722 roku (zrezygnował przed 15 listopada 1748 roku), starosta tymbarski w 1724 roku, konsyliarz i delegat województwa krakowskiego w konfederacji dzikowskiej w 1734 roku, rotmistrz.
Rotmistrz piechoty łanowej województwa sandomierskiego, członek konfederacji tarnogrodzkiej w 1716 roku.